# Flavia Durand
Flavia Durand (Borgogna, 1635 – Messina, 1715) è stata una pittrice italiana di origine francese.
È stata paesaggista, ritrattista ed imitatrice di opere originali.

## Biografia
Nasce nel 1635, figlia del pittore Giovan Battista Durand.
Adolescente, verso il 1650, al seguito del padre lascia la Francia e si trasferisce nel Regno di Sicilia, a Messina.
Nella bottega messinese apprende dal padre l'arte pittorica.
Verso l'anno 1660, Flavia conosce il giovane pittore siciliano Filippo Giannetto, che frequenta la scuola del fiammingo Abraham Casembroot. Ben presto i due si sposano e tra loro nasce altresì una solida collaborazione artistica.
Giuseppe Grosso Cacopardo, in Memorie de'pittori messinesi e degli esteri che in Messina fiorirono dal sec. XII sino al sec. XIX così definisce l'operare della Durand: "Ritrattista inarrivabile, donna di spirito non comune, introdotta nelle primarie adunanze, era oggetto della universale ammirazione, e ognuno arrecavasi a pregio farsi ritrarre da lei".
Il Cacopardo precisa altresì che la pittrice, collaborando col marito, lo imitò a tal punto che i due avevano il medesimo stile; era inoltre una diligente imitatrice di qualunque carattere; copiando con una tale esattezza da ingannare persino i più esperti. 
Seguì il marito prima a Palermo e poi a Napoli; morto improvvisamente questo, nel 1702, ritornò a Messina, ove continuò a dipingere.
Morì, ottantenne, a Messina nel 1715.